# Velika Peratovica
Velika Peratovica is een plaats in de gemeente Grubišno Polje in de Kroatische provincie Bjelovar-Bilogora. De plaats telt 37 inwoners (2001).